# Septembre 1897

## Événements
- 18 septembre : Pacto de la Cruz. Fin de la guerre civile qui oppose colorados et blancos en Uruguay. Le président du Sénat, le libéral Juan Lindolfo Cuestas, signe la paix avec le chef des conservateurs et chef de la rébellion, le caudillo conservateur Aparicio Savaria. Six départements passent sous la domination politique et administrative des conservateurs. Désormais deux gouverneurs cohabitent.

- 20 septembre : le souverain du Baguirmi Abd er-Rhamane II, devant l’influence grandissante de Rabah, sollicite le protectorat de la France[1].

- 23 septembre : mutinerie des soldats Khartoumiens en Ouganda (Uganda Rifles).

- 25 - 27 septembre : fondation à Wilno du Bund, Union générale des travailleurs juifs de Russie, de Lituanie et de Pologne. Il s’oppose au sionisme.

## Naissances
- 2 septembre : Étienne Béothy (István Beöthy), sculpteur hongrois.
- 5 septembre : Pierre Audevie, résistant français du réseau Alliance pendant la Seconde Guerre mondiale († 30 novembre 1944).
- 12 septembre :
  - Irène Joliot-Curie, physicienne française.
  - Herminia Brumana, institutrice, écrivaine, journaliste, dramaturge et militante féministe argentine
- 16 septembre :
  - Georges Bataille, écrivain français.
  - Paul Neuhuys, poète et écrivain belge († 16 septembre 1984).
  - Battling Siki : boxeur sénégalais († 15 décembre 1925).
- 17 septembre :
  - Rudolf Ramseyer (mort le 13 septembre 1943), joueur de football international suisse
  - Will Meisel (mort le 29 avril 1967), danseur, compositeur et éditeur allemand
  - Eusebio Blanco (mort le 22 avril 1982), footballeur espagnol
  - Isaac Wolfson (mort le 20 juin 1991), homme d'affaires et philanthrope écossais
- 23 septembre :
  - Paul Delvaux, peintre belge.
  - Walter Pidgeon, acteur.
- 25 septembre : William Faulkner, écrivain américain.
- 26 septembre : Giovanni Battista Montini, futur pape Paul VI.

## Décès
- 4 septembre : Émile Bin, peintre, aquafortiste et homme politique français (° 10 février 1825).
- 17 septembre :
- Antoine Joseph Drouot (né le 14 avril 1816), homme politique français
- Manuel José Gonçalves Couto (né le 1er août 1819), prêtre catholique, prédicateur itinérant et écrivain portugais.
- 30 septembre : sainte Thérèse de Lisieux, carmélite française canonisée en 1925 (° 2 janvier 1873).